# 53.º Batallón Aéreo de Reemplazo
El 53º Batallón Aéreo de Reemplazo (53. Flieger-Ersatz-Abteilung) fue una unidad de la Luftwaffe de la Alemania nazi.

## Historia
Fue formado el 1 de diciembre de 1938 en Straubing, pero trasladado a Plattling. El 1 de abril de 1939 es reasignado al I Batallón de Instrucción del 53º Regimiento de Instrucción Aérea.

## Comandantes
- Coronel Johannes Belau (1938)